# نورتون آلن شوارتز
نورتون آلن شوارتز (انگلیسی: Norton A. Schwartz؛ زادهٔ ۱۴ دسامبر ۱۹۵۱) ژنرال بازنشسه نیروی هوایی ایالات متحده آمریکا است، که در فاصله سال‌های ۲۰۰۸ تا ۲۰۱۲ به‌عنوان نوزدهمین رئیس ستاد نیروی هوایی فعالیت می‌کرد. وی هم‌اکنون مدیرعامل مؤسسه تحلیل‌های دفاعی است.
شوارتز فعالیت نظامی را از سال ۱۹۷۰ در نیروی هوایی آمریکا آغاز کرد، از ۱۹۹۹ تا ۲۰۰۰ فرماندهی بال ۱ عملیات ویژه را برعهده داشت، از ۲۰۰۰ تا ۲۰۰۴ فرمانده نیروی هوایی یازدهم بود، از ۲۰۰۴ تا ۲۰۰۵ به‌عنوان مدیر ستاد مشترک نیروهای مسلح آمریکا فعالیت می‌کرد و از ۲۰۰۵ تا ۲۰۰۸ فرماندهی ترابری ایالات متحده آمریکا را برعهده داشت.